# Església catòlica a Txèquia

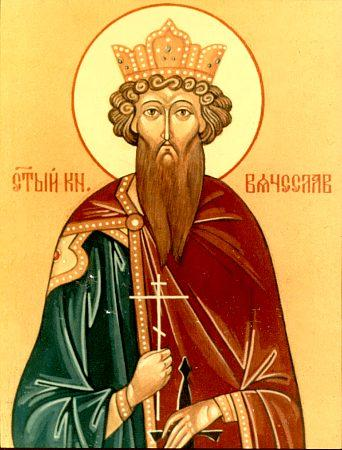
Sant Venceslau, patró de l'Església catòlica txeca

L'Església catòlica a la República Txeca compta amb prop de 3,5 milions de batejats (uns 3,35 milions de ritu romà i 177.700 de ritu bizantí). D'acord el cens del 2011 1.082.463 persones es declararen catòliques, la qual cosa representa el 10,37% de la població.

## Batejats, creients i practicants
| Any  | Creients catòlics a la República Txeca |
| ---- | -------------------------------------- |
| 1921 | 8.201.464 (81,97 %)                    |
| 1930 | 8.378.079 (78,49 %)                    |
| 1950 | 6.792.046 (76,35 %)                    |
| 1991 | 4.021.385 (39,03 %)                    |
| 2001 | 2.740.780 (26,79 %)                    |

En el cens precedent (2001) 2.740.780 ciutadans van declarar-se catòlics (26,8% de la població), amb una disminució respecte a les dades de 1991 de prop de 1,3 milions de creients (que representaven el 39,3% de la població). El ràpid i continuat declivi d'acord les dades del cens van seguir el 2011: 1.082.463 ciutadans es van declarar catòlics (un 10,37%). Aquesta diferència es pot explicar amb el augment de la popularitat de la religió després de l'eufòria de la caiguda del comunisme. A més, hi ha l'efecte del relleu generacional, per quant els creients pertanyien a les generacions més grans.
La distribució dels creients a la República Txeca no és uniforme: en general, el catolicisme està més difós a les zones rurals respecte a les àrees metropolitanes, i especialment a Moràvia respecte a la resta del país. A la província eclesiàstica morava els creients són vers el 37,65% (41,87% de batejats), mentre que a la província eclesiàstica bohèmia són el 19,69% (26,48% de batejats). La diòcesi amb el nombre més alt de creients és l'arquebisbat d'Olomouc (41,39%;53,20% de batejats),, seguit pel bisbat de Brno (39,37%). La diòcesi amb un percentatge menor de creients catòlics és la de Litoměřice (12,18%; 20,67 de batejats)
Encara menor és el nombre de practicants. La conferència episcopal txeca organitzà un cens dels fidels que havien participat en la missa del primer diumenge després de la Pasqua el 1999 i el 2004. El 1999 es comptaren 414.539 fidels (exclosa la diòcesi de Litoměřice), mentre que el 2004 es comptabilitzaren 405.446 presents (compresa la diòcesi de Litoměřice).

## Estructura

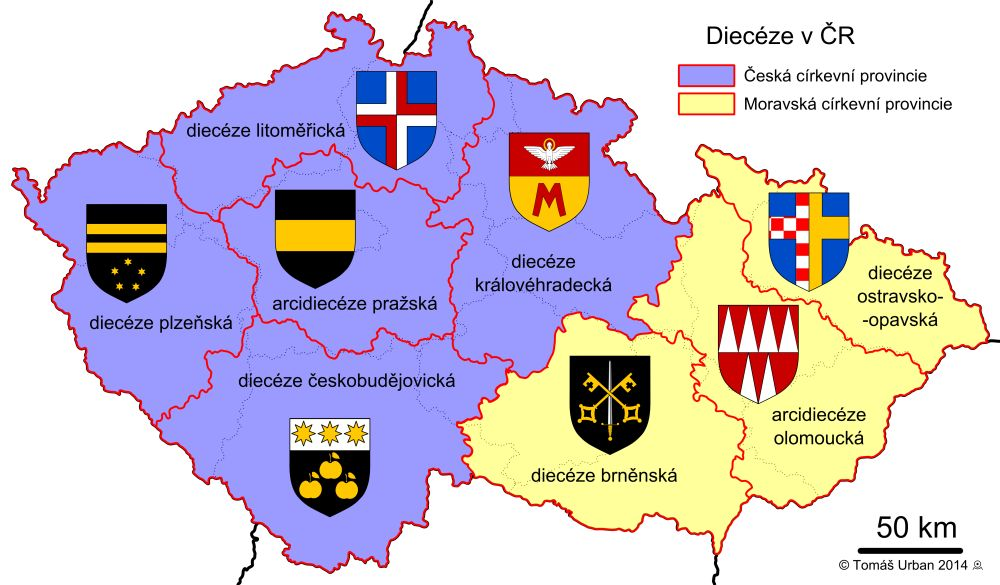
Diòcesis catoliques de ritus romà a la República Txeca

### Província eclesiàstica de Bohèmia
- arquebisbat de Praga amb les sufragànies: 
  - Bisbat de České Budějovice
  - Bisbat de Hradec Králové
  - Bisbat de Litoměřice
  - Bisbat de Plzeň

### Província eclesiàstica de Moràvia
- arquebisbat d'Olomouc amb les sufragànies:
  - Bisbat de Brno
  - Bisbat d'Ostrava-Opava

### Immediatament subjectaa laSanta Seu
- Exarcat apostòlic de la República Txeca pels fidels de ritu bizantí

## Nunciatura apostòlica

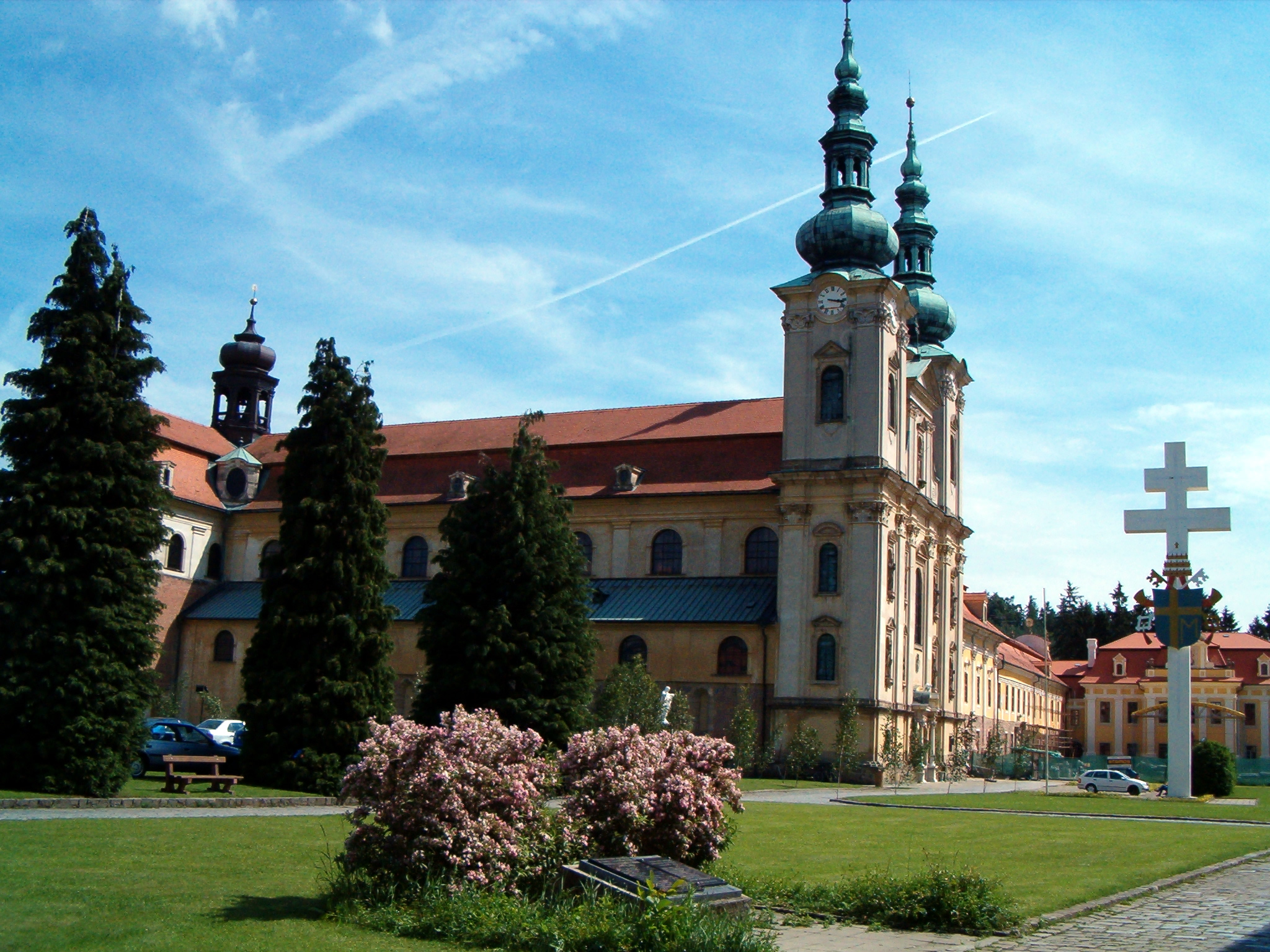
El santuari de Velehrad, el més famós de la República Txeca

La Santa Seu va establir el 1920 una nunciatura apostòlica a Txecoslovàquia. Amb la subdivisió del país en dos estats sobirans, va ser erigida una nova nunciatura apostòlica a la República Txeca el 30 de juny de 1993. La seu és a Praga

### Nuncis apostòlics a Txecoslovàquia
- Clemente Micara (7 de maig de 1920 - 30 de maig de 1923 nomenat nunci apostòlic a Bèlgica)
- Francesco Marmaggi (30 de maig de 1923 - 13 de febrer de 1928 nomenat nunci apostòlic a Polònia)
- Pietro Ciriaci (18 de març de 1928 - 9 de gener de 1934 nomenat nunci apostòlic a Portugal)
- Saverio Ritter (5 d'agost de 1935 - 1950 nomenat oficial de la Secretaria d'Estat de la Santa Seu)

### Nuncis apostòlics a la República Txeca
- Giovanni Coppa (30 de juny de 1993 - 19 de maig de 2001 jubilat)
- Erwin Josef Ender (19 de maig de 2001 - 25 de novembre de 2003 nomenat nunci apostòlic a Alemanya)
- Diego Causero (10 de gener de 2004 - 28 de maig de 2011 nomenat nunci apostòlic a Suïssa i Liechtenstein)
- Giuseppe Leanza, des del 15 de setembre de 2011

## Conferència episcopal
L'episcopal local constitueix la Conferència episcopal txeca (Česká biskupská konference, CBK), membre del Consell de les Conferències Episcopals d'Europa.
Relació de Presidents de la Conferència Episcopal
- Cardenal František Tomášek, arquebisbe de Praga (1990 - 11 de juny de 1991)
- Bisbe František Tondra, bisbe de Spiš (juliol de 1991 - 4 de maig de 1993)
- Cardenal Miloslav Vlk, arquebisbe de Praga (1993 - 25 de gener de 2000)
- Arquebisbe Jan Graubner, arquebisbe d'Olomouc (25 de gener de 2000 - 21 d'abril de 2010)
- Cardenal Dominik Duka, arquebisbe de Praga, des del 21 d'abril de 2010

Relació de Vicepresidents de la Conferència Episcopal
- Bisbe František Tondra, bisbe de Spiš (23 d'abril de 1990 - juliol de 1991)
- Bisbe František Václav Lobkowicz, O. Praem., bisbe d'Ostrava-Opava (gener de 2005 - 21 d'abril de 2010)
- Arquebisbe Jan Graubner, arquebisbe d'Olomouc, des del 21 d'abril de 2010

Relació de Secretaris generals de la Conferència Episcopal
- Bisbe František Radkovský, bisbe de Plzeň (1990 - 7 de juliol de 1993)
- Bisbe Ladislav Hučko, exarca apostòlic de l'República Txeca (2005 - 1 de juliol de 2011)
- Bisbe Tomáš Holub, bisbe de Plzeň (1 de juliol de 2011 - 1 d'octubre de 2016)
- Prevere Stanislav Přibyl, des de l'1 d'octubre de 2016

## Mitjans de comunicació catòlics

### Diaris
El diari catòlic més difós és el setmanari Katolický týdeník (Setmanari catòlic); a més són àmpliament difosos els setmanaris, Matice cyrilometodějská (Radici cirillometodiane) de tendència conservadora, i Světlo (Llum); mentre que el diari Teologické texty (Testi teologici) està destinat a un públic més restringit. Pels joves està el trimestral ADéčko i el diari per adolescents In!.

### Editorials
Les editorials catòliques més importants són Karmelitánské nakladatelství (Edicions carmelites), Matice cyrilometodějská, Nakladatelství Cor Jesu, Paulínky (Edicions Paulines), Vyšehrad, l'apostolato della stampa A.M.I.M.S., Cesta (Strada), Trinitas i l'editorial salesiana Portál.

### Radio i televisió
Emet a la República Txeca TV Noe i Radio Proglas que col·laboren amb les televisions i ràdios catòliques de tot el món i donen cobertura a les notícies catòliques a la República Txeca i a l'estranger (per exemple, transmetre la benedicció urbi et orbi).

## Escoles catòliques

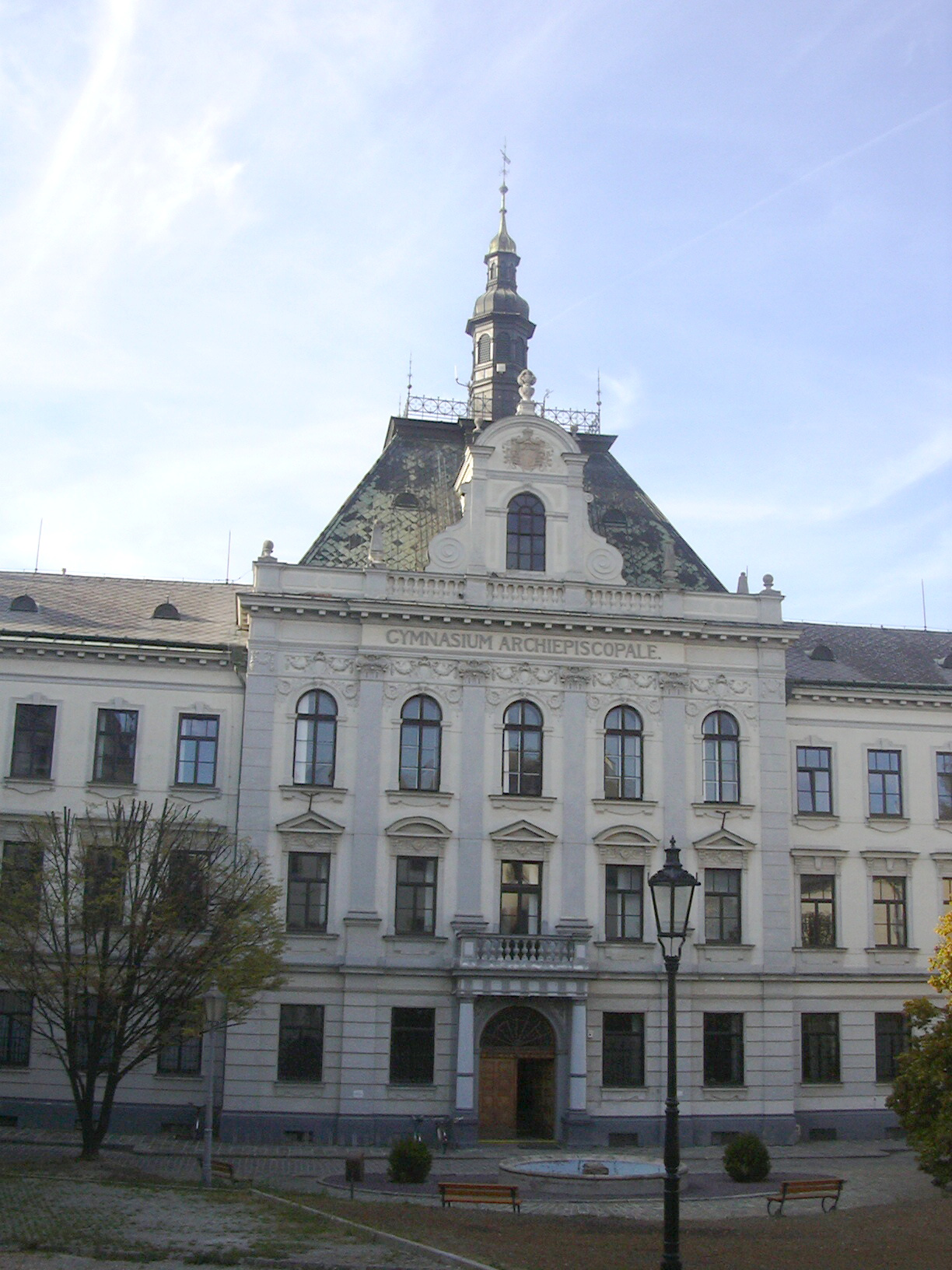
L'escola arxiepiscopal de Kroměříž, considerada una escola d'elit

L'Església Catòlica té oferta educativa des de preescolar fins a la universitat. Compta amb tres facultats de teologia a la Universitat Carolina de Praga, a la Universitat Palacký d'Olomouc i la Universitat de Bohèmia del Sud de České Budějovice .
A 31 de desembre de 2005 l'Església Catòlica dirigia 14 jardins d'infants, 21 escoles primàries en 14 escoles mitjanes, 18 escoles secundàries, 5 escoles superiors professionals i 24 universitats, amb un total de 86 institucions. A les escoles catòliques van assistir prop de 15.000 estudiants, mentre que els col·legis catòlics allotjaren prop de 18.000 estudiants.
A 31 de desembre 2008, segons les dades publicades per l'oficina de premsa del Vaticà, les institucions educatives catòliques es van reduir a 79 i els estudiants es va reduir a 15.977.

## Llocs de peregrinació
Els santuaris més famosos de la República Txeca són Velehrad, Svatý Hostýn, el Sacro Monte de Příbram i Stará Boleslav.

## Sants i beats
Els sants especialment venerats a la República Txeca són sants Ciril i Metodi, Santa Ludmila, Sant Venceslau de Bohèmia i Sant Adalbert, que va portar el cristianisme a la regió. També són venerats tant Santa Agnès de Bohèmia i Santa Zdislava, Sant Joan Nepomucè i Sant Jan Sarkander. Finalment, entre els màrtirs de la persecució del règim totalitari hi ha un record vívid de la beata Maria Antonina Kratochvílová.